# مقاطعة مينيرال (نيفادا)
مقاطعة مينيرال (بالإنجليزية: Mineral County)‏ هي إحدى مقاطعات ولاية نيفادا في الولايات المتحدة الأمريكية.